# Nelson Tapia
Nelson Antonio Tapia Rios (ur. 22 września 1966 w Molinie) – piłkarz chilijski grający na pozycji bramkarza.

## Kariera klubowa
Karierę piłkarską Tapia rozpoczął w klubie O’Higgins z miasta Rancagua. W jego barwach zadebiutował w 1987 roku w lidze chilijskiej i przez kolejne lata był jego podstawowym bramkarzem i grał tam do 1992 roku. W 1993 roku przeszedł do Deportes Temuco i spędził tam tylko jeden sezon, a już w 1994 roku został golkiperem jednego z czołowych klubów w kraju, CD Universidad Católica i w swoim pierwszym sezonie wygrał Copa Interamericana. W 1995 roku wywalczył z nim Puchar Chile, a w 1997 roku po raz pierwszy w karierze tytuł mistrza Chile. W Universidad grał do 2000 roku.
W połowie 2000 roku Tapia trafił do argentyńskiego Club Atlético Vélez Sársfield z Buenos Aires. Spędził tam tylko jeden sezon i już w 2001 roku wrócił do Chile. Występował w Deportes Puerto Montt, a w 2002 został sprzedany do Uniónu Española ze stolicy kraju, Santiago. W 2003 roku po raz kolejny zmienił barwy klubowe i został bramkarzem Cobreloa. Swoją postawą przyczynił się do wywalczenia mistrzostwa fazy Apertura, a następnie Clausura, w efekcie czego Cobreloa została mistrzem kraju pierwszy raz od 1992 roku. W 2004 roku Nelson bronił w brazylijskim Santosie FC i został z nim mistrzem Brazylii. W 2005 roku wrócił do Cobreloa, ale w trakcie sezonu odszedł do kolumbijskiego Atlético Junior, w barwach którego zakończył piłkarską karierę pół roku później.

## Kariera reprezentacyjna
W reprezentacji Chile Tapia zadebiutował 22 marca 1994 roku w przegranym 1:3 towarzyskim spotkaniu z Francją. W 1998 roku został powołany przez Nelsona Acostę do kadry na Mistrzostwa Świata we Francji. Na tym turnieju był podstawowym bramkarzem Chile i zagrał w trzech meczach grupowych z Włochami (2:2), z Austrią (1:1) i z Kamerunem (1:1) oraz w 1/8 finału z Brazylią (1:4). W 1999 roku wystąpił na Copa América 1999, a grał też na Copa América 2001 oraz na Igrzyskach Olimpijskich w Sydney, na których wywalczył brązowy medal. Ostatni mecz w reprezentacji rozegrał we wrześniu 2005 roku przeciwko Brazylii (0:5). W kadrze narodowej zagrał 73 razy.